# L-2
Kombinezon L-2 – jednoczęściowy  strój ochronny będący na wyposażeniu Wojska Polskiego. Obecnie zastępowany przez FOO-1.
L-2 wykonany jest z podgumowanej impregnowanej tkaniny bawełnianej koloru khaki. Strój ma formę jednoczęściowego kombinezonu. Jest przeznaczony do ochrony skóry przed działaniem bojowych środków chemicznych i biologicznych.
Używano go wraz z maskami Bss-mo-4u oraz MP-4.